# Noctuina
De Noctuina zijn een subtribus van vlinders in de geslachtengroep Noctuini van de Familie uilen (Noctuidae).

## Geslachten
- Abagrotis
- Adelphagrotis
- Agnorisma
- Anagnorisma
- Anaplectoides
- Aplectoides
- Axilia
- Cerastis
- Chersotis
- Choephora
- Coenophila
- Cryptocala
- Cyrebia
- Diarsia
- Divaena
- Eicomorpha
- Epilecta
- Epipsilia
- Erebophasma
- Eueretagrotis
- Eugnorisma
- Eugraphe
- Eurois
- Goniographa
- Graphiphora
- Hemipachnobia
- Isochlora
- Lycophotia
- Naenia
- Netrocerocora
- Noctua
- Nyssocnemis
- Ochropleura
- Palaeamathes
- Parabagrotis
- Parabarrovia
- Paradiarsia
- Prognorisma
- Pronoctua
- Protognorisma
- Protolampra
- Pseudohermonassa
- Rhyacia
- Schizognorisma
- Setagrotis
- Spaelotis
- Spinipalpa
- Standfussiana
- Tesagrotis
- Xenophysa
- Xestia